# 태국의 역사
이 문서는 태국의 역사에 대해서 서술한다.

## 선사 시대

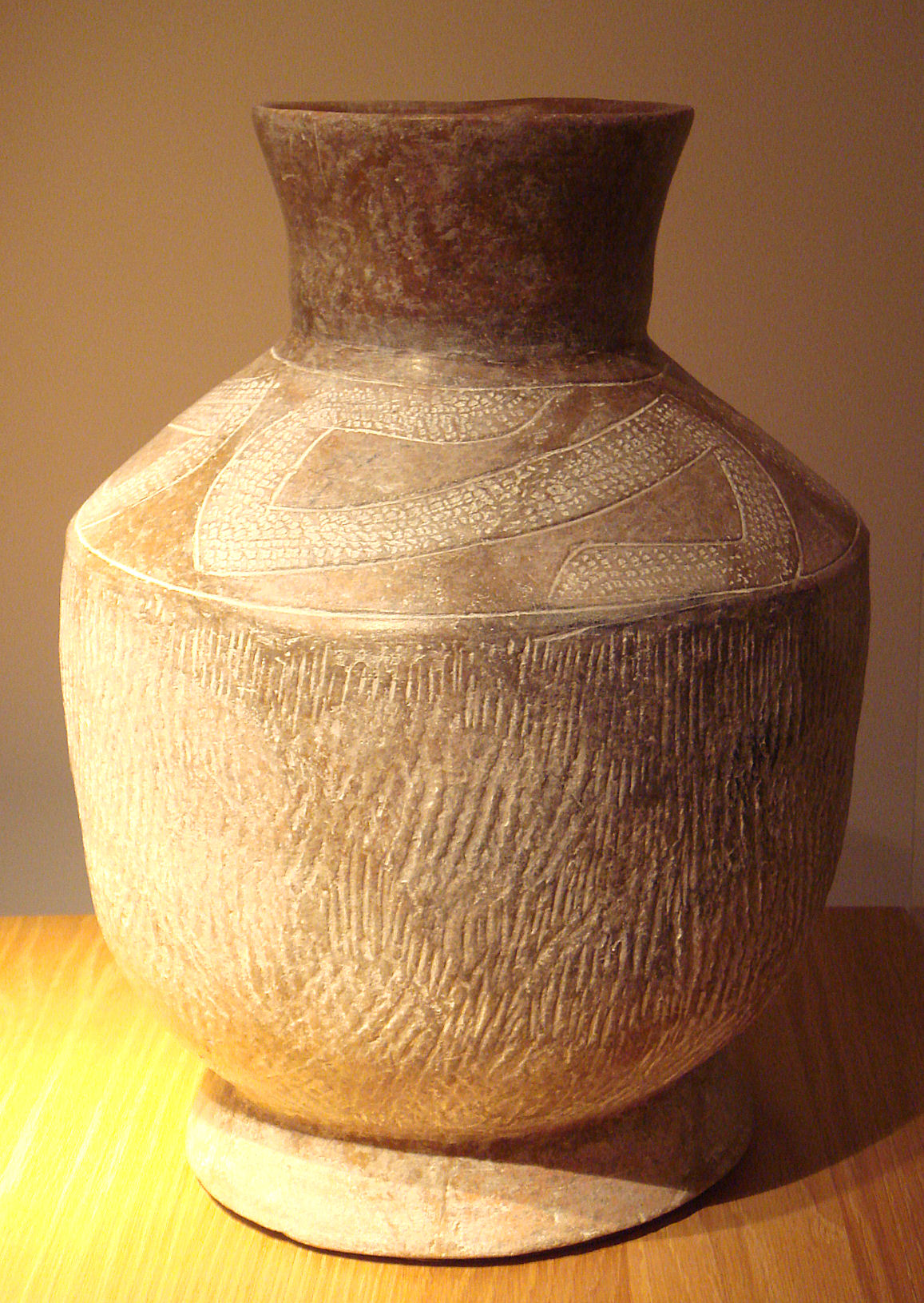
기원전 2300년전 유물로 추정되는 토기항아리

동남아시아의 인류 거주사는 50만 년이 넘는다. 최근 이루어진 반치앙 유적(Ban Chiang)의 고고학 조사 등의 연구에 따르면 기원전 4000년에 이미 오늘날의 태국에 초기 청동기 문화가 형성되었다고 한다. 이와 함께 벼농사의 발달은 사회적·정치적 조직화를 촉진시켰다. 이와 같은 연구 결과는 이러한 발달이 이곳에서 중국을 비롯한 다른 아시아 지역에 전파되었음을 시사한다.
타이족은 언어학적으로 중국 남부에 있는 여러 집단과 관련이 있다. 6세기와 7세기에 거쳐 중국 남부에서로부터 동남아시아로 집단 이주가 이루어졌다고 생각된다. 타이족이 남하하기 전에 이 지방에는 선주민인 말레이족, 몬족, 크메르족 등의 문화가 꽃을 피웠다.

## 수코타이 왕국

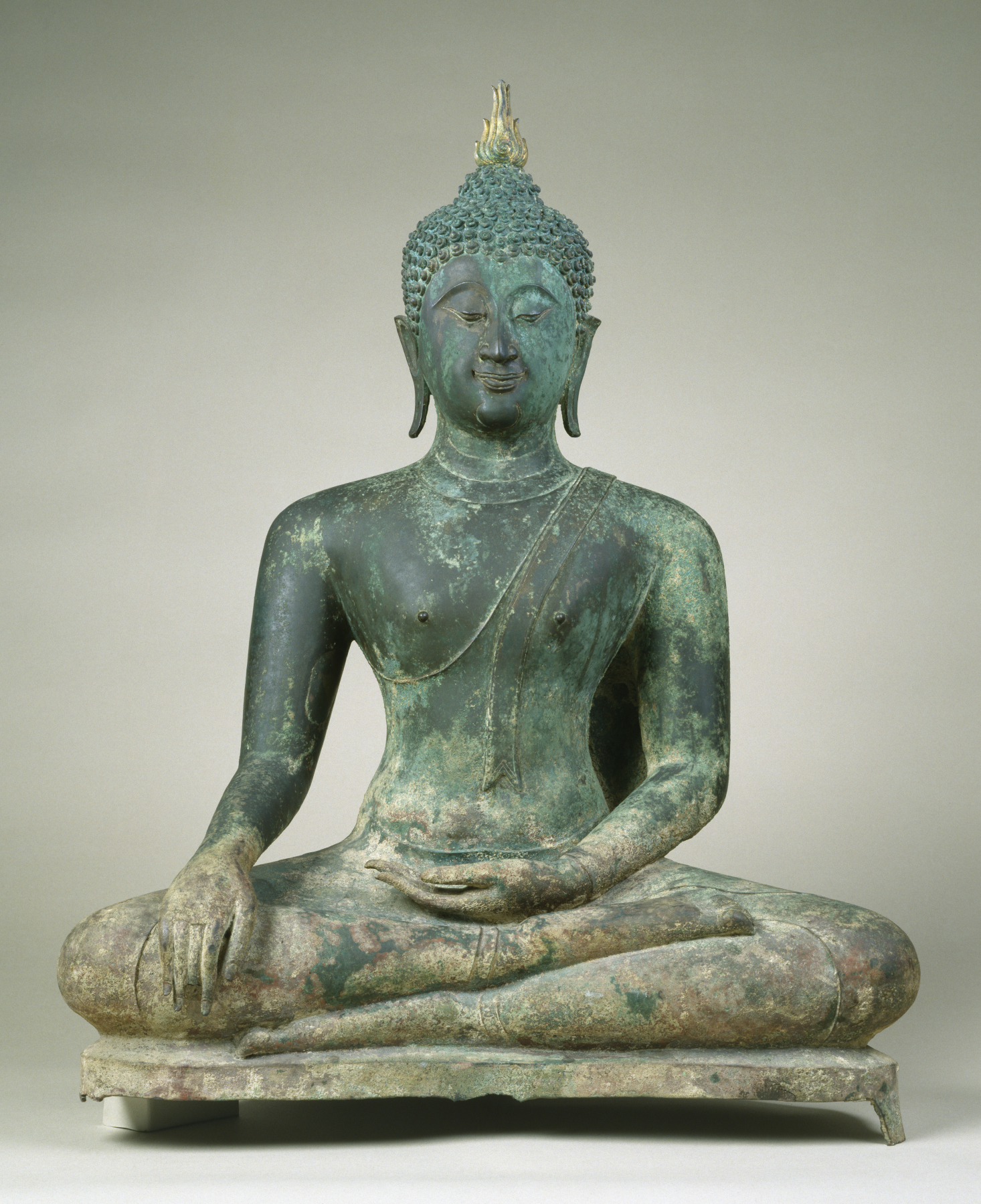
수고타이 왕국 시절의 불상

타이인들은 13세기 처음으로 나라를 세웠다고 한다. 전승에 따르면 크메르 제국 지배하에 있던 1238년 수코타이에서 타이 족장들이 크메르를 타도하고 타이인의 왕국을 세웠다고 한다. 수코타이 왕국은 람캄행 국왕 시기 오늘날의 타이 지역 거의 전부를 지배하게 되었지만, 그의 죽음과 함께 쇠퇴의 길을 걷다 1365년에 아유타야 왕조의 시암 왕국에 넘어갔다. 아유타야 왕조는 1700년대까지 타이 남부와 중부 지역을 지배한다. 
수코타이 왕국이 쇠퇴하자 1350년 짜오프라야강가에 오늘날 타이 왕국의 전신인 시암 왕국이 세워졌다. 수코타이 왕국 시절에도 타이 북부에는 치앙마이를 중심으로 란나타이 왕국이 융성했으며 독립 왕국으로 유지해오다, 1558년 버마와 아유타야와 번갈아 가며 식민통치를받으며, 오랜 기간 동안 존속되다 결국에는 아유타야 왕국의 일부가 되었다.

## 시암 왕국

### 아유타야 왕조

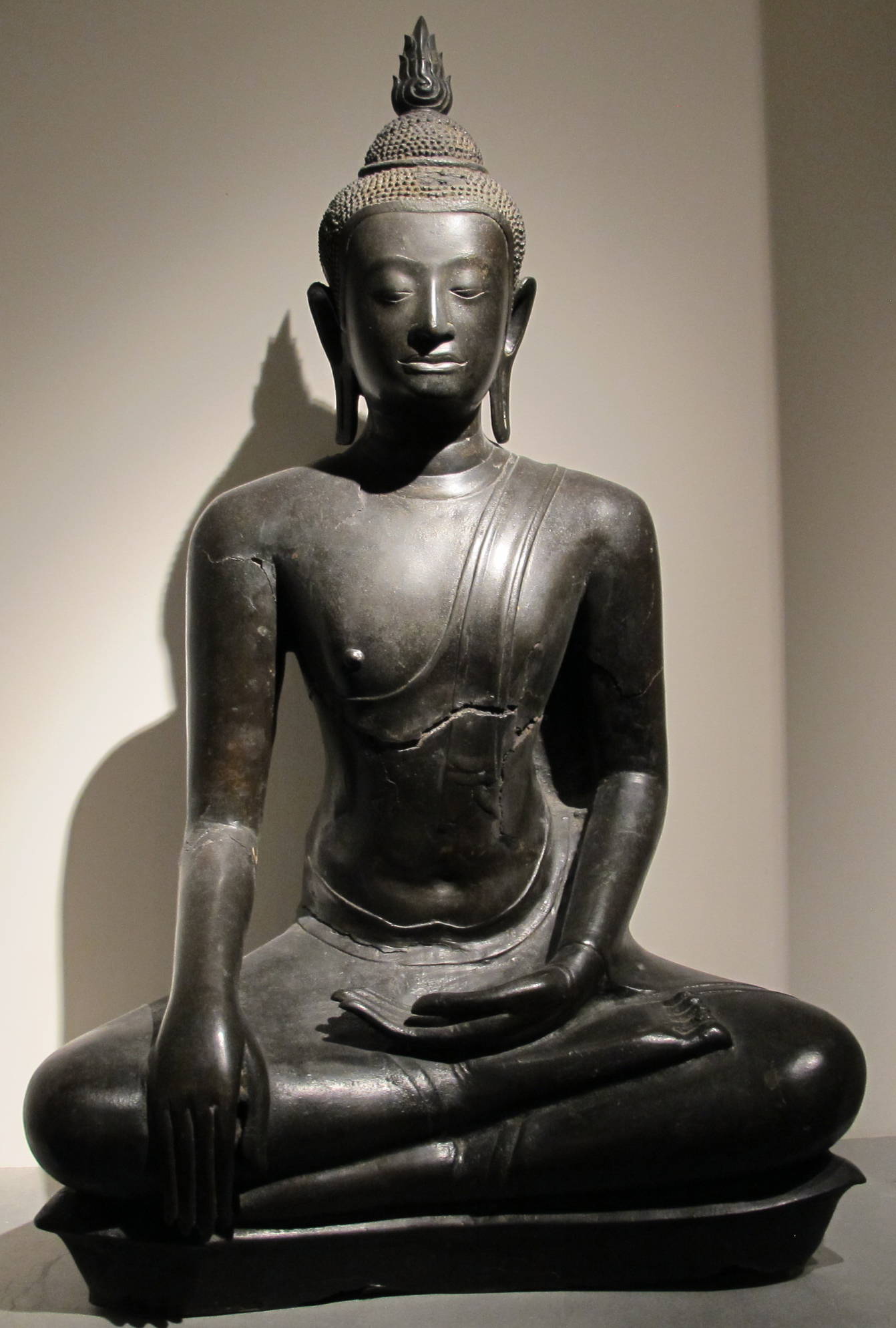
아유타야 왕조 시절의 불상

아유타야 왕조의 첫째 왕 라마티보디 1세는 타이 역사에 두가지 중요한 족적을 남겼다. 첫째는 소승 불교를 국교로 제정하고 융성하게 해 힌두교 왕국인 이웃 크메르 제국와 구별되게 한 것이고 둘째는 같은 이름의 힌두교 법률서와 타이의 전통 풍습에 기초해 다르마샤스트라(Dharmashastra)라는 법률을 제정한 것이다. 다르마샤스트라는 19세기까지 타이 법률의 기초가 되었다. 16세기 포르투갈인들을 시작으로 아유타야 왕국은 서양과 접촉을 조금 가졌지만 1800년대까지는 이웃하는 나라들과 인도, 중국 등과의 관계가 우선되었다.

### 차크리 왕조

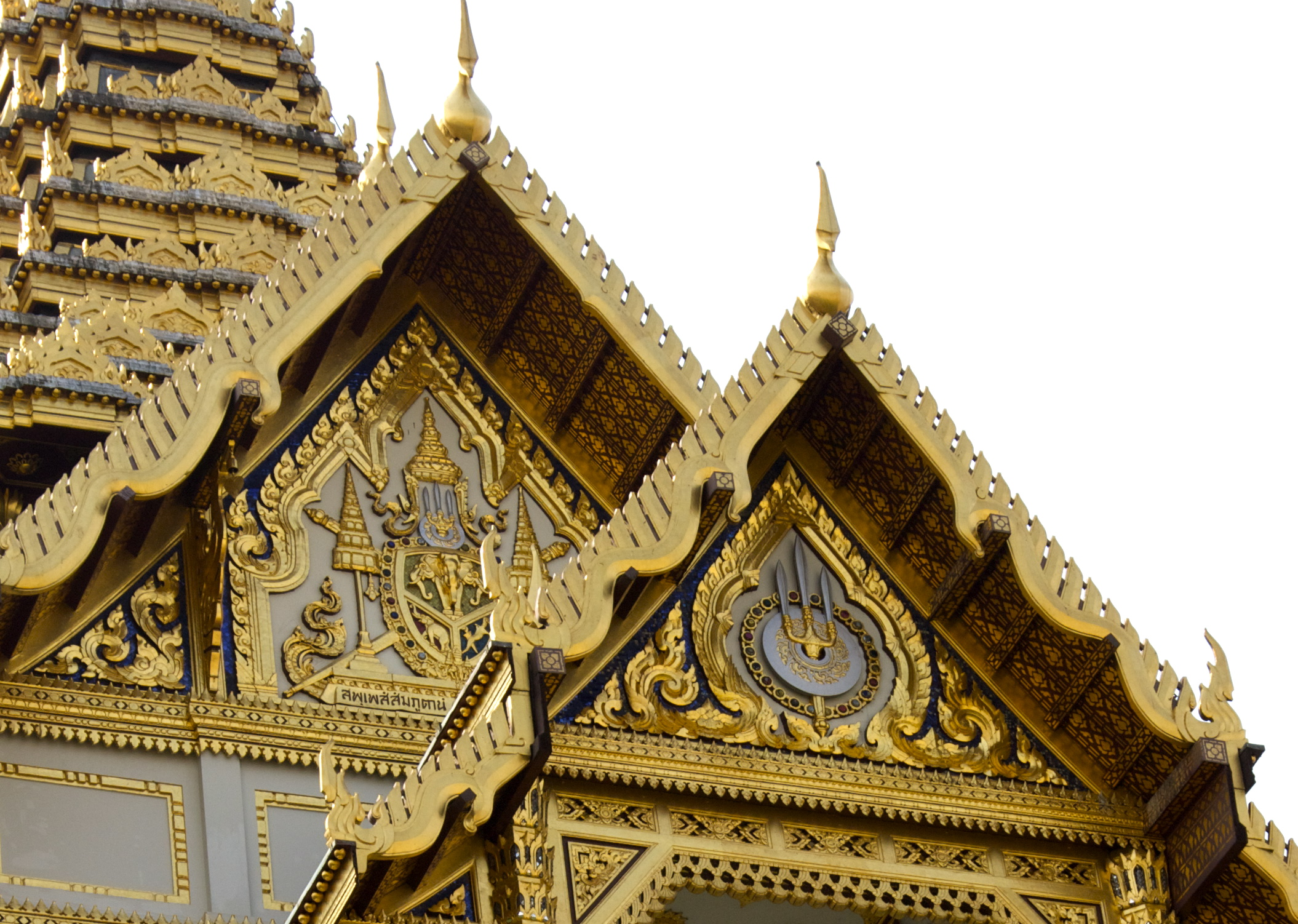
차크리 왕조의 문양이 장식되어 있는 건물 지붕

4백 년 이상 계속된 아유타야 왕조는 1767년 버마의 침략으로 수도가 불타고 6개 부분으로 분열되는 운명을 맞았다. 이때 딱신(Taksin) 장군이 타이 왕국을 재통일하여 톤부리에 새로 수도를 정하고 1769년 스스로 왕이 되었다.(톤부리 왕국) 그러나 전해진 바에 의하면 딱신은 정신 이상자가 되어 톤부리 왕국은 1대로 끝나고 1782년 차크리(Chakri) 장군이 라마 1세로 즉위, 차크리 왕조의 첫째 왕이 되었다. 같은 해 그는 톤부리에서 짜오프라야강 건너편에 있는 방콕에 수도를 건설했다.
라마 1세를 이어 왕이 된 후계자들은 1826년 영국이 이웃 버마에서 승리한 일을 계기로 유럽 식민주의의 대두에 대응해야 하는 새로운 과제를 안았다.
타이는 1826년 영국과 맺은 친선·통상 조약(Treaty of Amity and Commerce)으로 최초로 동남아시아 지역 서양 열강의 등장을 인정했다. 1833년에는 미국과 시암(1939년 이전과 1945년-1949년에 사용되었던 타이의 옛이름) 간에 외교관계가 시작되었다. 그 후 몽꿋(라마 4세, 1851년-1868년)와 그의 아들 출라롱꼰(라마 5세, 1868년-1910년) 즉위 하에서 시암은 서양 열강과 친선 관계를 굳게 다졌다. 타이인들은 이들 왕들의 능력 있는 외교력과 타이 정부의 근대화 개혁 때문에 타이가 남아시아·동남아시아를 통틀어 식민지화 되지 않고 독립을 유지한 유일한 나라로 남을 수 있었다고 여긴다. 이는 타이의 오늘날 국명인 프라텟 타이(1939년-1945년에는 비공식 국명으로 사용, 1949년 5월 11일 공식 국명으로 제정)에서도 볼 수 있는데 프라텟은 '나라', 타이는 '자유로운'이라는 뜻이다.
1909년의 영국-시암 조약은 시암과 영국령 말라야 사이의 국경을 정했는데 이것이 오늘날의 국경이 되었다. 이때 말라야의 토후국 파타니와 케다의 일부였던 파타니(Pattani) 주와 얄라(Yala) 주, 나라티왓(Narathiwat) 주, 사툰(Satun) 주가 타이령이 되었다.
제1차 세계대전 후에는 입헌 군주국으로 발전하였다.

## 의원내각제 시대
1932년 시암 쿠데타로 인해 타이의 정부는 절대 군주제에서 입헌 군주제로 바뀌었다. 쁘라자띠뽁(라마 7세)은 처음에는 이 변화를 수용했지만 후에 당시 10세였던 조카 아난다 마히돌에게 왕위를 물려주었다. 쁘라자띠뽁은 퇴위하면서 지배자의 의무는 특정 소수뿐만이 아니라 온 국민을 위해 통치해야 하는 것이라는 말을 남겼다. 아난다 마히돌(라마 8세)는 1946년 의문의 죽음을 맞았다. 공식 견해는 자신의 총을 청소하다가 실수로 발사가 되었다는 것이다. 그의 동생으로 왕위를 이은 푸미폰 아둔야뎃(라마 9세)는 타이 역사상 재위 기간이 최장인 군주이며 타이 국민들의 존경을 한몸에 받는다. 타이는 명목상 입헌 군주국이나 1992년까지는 수차례 루앙 피분송크람과 사릿 타나라자타 등의 군사 정권의 지배를 거의 계속 받아왔으며 그 간간히 있던 민주 정부는 대개 단명해왔다. 1992년 선거 이후 타이는 명실공히 민주주의 국가이며 헌법에 따라 정권이 바뀌어 왔다.
제2차 세계 대전 모든 동남아시아는 일본군에 점령당하였으며, 타이 남부까지 일본군에 점령당하는 수모를 겪었다. 1945년 일본 패망 이후 타이에서 미국과 영국을 지지했던 이들인 '사리 타이(Saree Thai)'에 힘입어 타이는 미국과 매우 긴밀한 관계를 가졌다. 버마, 베트남, 캄보디아, 라오스 등에 공산주의 혁명이 일어나자 타이는 그 지역 공산주의 확산을 방지하는 데 힘을 쏟았다. 최근에는 동남아시아 지역 협력체인 아세안(ASEAN)에서 적극적인 활동을 하고 있다.
하지만 2006년에는 2006년 타이 쿠데타가 일어나 정국이 혼란해지고, 2008년에는 2008년 타이 반정부 시위가 일어났다.

## 같이 보기
- 3대 대왕(3大 大王): 역대 군주 중 주목할 만한 업적으로 존경을 받는 인물로서 대왕의 칭호를 받은 군주를 말한다.